# Pseudodiaptomus philippinensis
Pseudodiaptomus philippinensis is een eenoogkreeftjessoort uit de familie van de Pseudodiaptomidae. De wetenschappelijke naam van de soort is voor het eerst geldig gepubliceerd in 1986 door Walter.